# Santa Rita de Cássia Futebol Clube
Santa Rita de Cássia Futebol Clube (SRCFC), mais conhecido como Santa Rita FC, é um clube de futebol da cidade de Uíge, a capital da província de Uíge, em Angola, possuindo forte ligação com o bairro de Casseche. O nome é uma referência à santa Rita de Cássia, que é venerada pelos uigenses.
O Santa Rita FC foi campeão do Campeonato Provincial do Uíge de Futebol em 2015 e 2016, conseguindo acesso ao Gira Angola - Segunda Divisão Angolana de Futebol no ano de 2015, e conquistando o Gira Angola de 2016. Sua primeira participação no Girabola - Primeira Divisão Angolana de Futebol foi em 2017.
Na primeira jornada do Girabola de 2017, no dia 10 de fevereiro de 2017, frente ao CRD Libolo, um acesso ao Estádio 4 de Janeiro ruiu e causou a morte de 17 pessoas e o ferimento de mais 59 visitantes, entre estes alguns gravemente feridos.

## História
Foi fundado no dia 29 de agosto de 2015, na cidade de Uíge.
Existiu ainda um outro clube de nome similar: o Santa Rita Namibe era oriundo de Moçâmedes e chegou a disputar o Girabola no ano de 1980. Desconhece-se qualquer ligação entre os dois clubes.